# Dunsmuir (Californie)
Pour les articles homonymes, voir Dunsmuir (homonymie).
Dunsmuir est une municipalité américaine du comté de Siskiyou, en Californie. Sa population était de 1 923 habitants au recensement de 2000.
Harold Muller, vice-champion olympique du saut en hauteur en 1920 à Anvers, est natif de cette localité touristique.

## Démographie
| 1910  | 1920  | 1930  | 1940  | 1950  | 1960  |
| ----- | ----- | ----- | ----- | ----- | ----- |
| 1 719 | 2 528 | 2 610 | 2 359 | 2 256 | 2 873 |

| 1970  | 1980  | 1990  | 2000  | 2010  | - |
| ----- | ----- | ----- | ----- | ----- | - |
| 2 214 | 2 253 | 2 129 | 1 923 | 1 650 | - |